# الكعك المعاني
الكعك المعاني هو كعك لذيذ المذاق ويصنع من عجين القمح المضاف إليه الحبة السمراء واليانسون وهو معروف جدا في مدينة معان جنوب الأردن وهو من الحلويات الشعبية، ويصنع في البيوت إضافة إلى بعض محلات الحلويات التي تصنعه ويحمل قيمة غذائية عالية بسبب مكوناته إضافة إلى القيمة الثقافية له، كونه من الحلويات الخاصة بمدينة معان العريقة. ويقدم الكعك المعاني في المناسبات فقط حيث يتم عمل الكعك في أيام العيد والأعراس.

## المكونات
- سمن بلدي
- طحين قمح
- كركم
- حبة سمراء
- حلبة
- يانسون
- شومر
- محلب
- سكر
- حليب

## طريقة الإعداد
- يتم مزج الطحين مع السمن البلدي لمدة ست ساعات

. فيتم فرك الطحين بالسمن البلدي
حتى تتماسك العجين وتصبح كتلة واحدة
- يضاف قليل جدا من الحلبة المطحونة والحبة السمراء

والمحلب والحليب والسكر ويعاد فرك العجين بواسطة كف
اليد لمدة ساعة أخرى
- تترك العجينة لمدة عشر ساعات ومن ثم يتم تقطيعها بحجم البيضة
- يتم تكوير العجين وضغطها لتصبح قرصا صغير ومن تم يتم ثقبها من

الوسط بقطر ( 3سم )
- يتم نزع صفار البيض ويمسح فيه وجه قطعة الكعك
- يتم دهن السدر بشيء من السمن البلدي ووضع الكعك

بأنتظام ومن ثم ادخاله للفرن لمدة نصف ساعة بدرجة حرارة عاليه